# Chiềng Sơ, Điện Biên Đông
Chiềng Sơ là một xã thuộc huyện Điện Biên Đông, tỉnh Điện Biên, Việt Nam.

## Địa lý
Xã Chiềng Sơ có vị trí địa lý:
- Phía đông giáp xã tỉnh Sơn La
- Phía tây giáp xã Mường Luân và xã Phì Nhừ
- Phía nam giáp xã Luân Giói
- Phía bắc giáp xã Xa Dung.

Xã Chiềng Sơ có diện tích 61,82 km², dân số năm 2022 là 6.010 người,  mật độ dân số đạt 97 người/km².

## Hành chính
Xã Chiềng Sơ được chia thành 17 thôn, bản.

## Lịch sử
Ngày 7 tháng 10 năm 1995, Chính phủ ban hành Nghị định số 59-CP về việc chuyển xã Chiềng Sơ thuộc huyện Điện Biên về huyện Điện Biên Đông mới thành lập quản lý.
Ngày 10 tháng 7 năm 2019, HĐND tỉnh Điện Biên ban hành Nghị quyết số 116/NQ-HĐND về việc:
- Sáp nhập bản Co Muông vào bản Nà Muông.
- Thành lập Bản Cang trên cơ sở Bản Cang A và Bản Cang B.
- Thành lập bản Pá Nậm trên cơ sở bản Pá Nậm A và bản Pá Nậm B.
- Thành lập bản Huổi Hu trên cơ sở bản Huổi Hu A và bản Huổi Hu B.
- Sáp nhập bản Co Mỵ vào Bản Kéo.
- Thành lập bản Pá Hịa trên cơ sở bản Pá Hịa A và bản Pá Hịa B.
- Sáp nhập bản Phiêng Chai vào bản Nậm Mắn A.
- Sáp nhập bản Phiêng Chai vào bản Nậm Mắn B.

## Du lịch
Danh thắng: Tháp Chiềng Sơ là công trình kiến trúc nghệ thuật cổ tại bản Nà Muông được xây dựng chừng 400 năm trước. Tháp được xếp hạng di tích lịch sử cấp quốc gia theo quyết định số1255/QĐ-BVHTTDL ngày 14/04/2011.